# Турач жовтодзьобий
Тура́ч жовтодзьобий (Pternistis icterorhynchus) — вид куроподібних птахів родини фазанових (Phasianidae). Мешкає на півночі Центральної Африки.

## Поширення і екологія
Жовтодзьобі турачі мешкають в Центральноафриканській Республіці, Південному Судані, Уганді, на півночі Республіки Конго і Демократичної Республіки Конго, трапляються на сході Камеруну та на півдні Чаду. Вони живуть в саванах та на сухих луках, місцями порослих чагарниками і деревами. Зустрічаються парами або невеликими сімейними зграйками, переважно на висоті від 500 до 1400 м над рівнем моря. Живляться насінням, ягодами і безхребетними.